# Marijke Willems
Marijke Willems is een personage uit de Vlaamse ziekenhuisserie Spoed dat werd gespeeld door Peggy De Landtsheer. Ze was een vast gastpersonage van 2002 tot 2006.

## Personage
Marijke Willems (volledige naam Marijke Eleanora Davida Willems) is het hoofd van de dienst pediatrie van het AZ. In seizoen 5 trekt ze samen met pediater Babs naar Oekraïne, om er jonge hartpatiëntjes op te halen. Nadien krijgt ze een relatie met Luc Gijsbrecht en maken ze zelfs trouwplannen. Op het huwelijksfeest van Luc en Marijke wordt een bloederige aanslag gepleegd, waarbij ambulancier Cisse om het leven komt
Nadien gaat het steeds slechter tussen de twee en scheiden ze. Vanaf dat moment probeert Marijke voortdurend Luc het leven zuur te maken. Hun gekibbel bereikt een hoogtepunt wanneer ze in seizoen 8 Lucs job als Medisch Directeur inpikt en hem uiteindelijk een hartaanval bezorgt.

### Vertrek
In seizoen 9 wordt Marijke geschorst als Medisch Directeur van het AZ, waarna Luc haar baan weer overneemt. Algemeen directeur André Maenhout besefte ook wel dat Willems zich niet objectief gedroeg tijdens het mondelinge examen van verpleger Bob Verly, waarna hij zijn conclusies trok. Dit was de zoveelste zet die ze Luc probeerde te lappen. Hierna verdwijnt ze uit beeld.

## Familie
- Luc Gijsbrecht (ex-echtgenoot)